# NGC 6083
NGC 6083 је спирална галаксија у сазвежђу Херкул која се налази на NGC листи објеката дубоког неба.
Деклинација објекта је + 14° 11' 10" а ректасцензија 16h 13m 12,6s. Привидна величина (магнитуда) објекта NGC 6083 износи 14,6 а фотографска магнитуда 15,4. NGC 6083 је још познат и под ознакама MCG 2-41-20, CGCG 79-80, NPM1G +14.0443, double system ?, PGC 57520.